# 古河ユニック
古河ユニック株式会社（ふるかわユニック、英文社名：FURUKAWA UNIC CORPORATION）は、東京都千代田区大手町に本社を置く古河グループの建設機械メーカーである。

## 企業概要
1946年（昭和21年）、「共栄開発（株）」として創業。1961年（昭和36年）に国産初の油圧式トラック架装用クレーン「UNIC100」を開発、日本のトラック輸送に大きな影響を与え「トラック搭載型クレーンの代名詞」と形容された。1970年（昭和45年）には社名を「（株）ユニック」へ変更、「赤いクレーンのユニック」というキャッチコピーと共に広く認知され、トラック搭載型クレーンのリーディングカンパニーとしての地歩を固めた。
1987年（昭和62年）、古河鉱業（現・古河機械金属）の傘下となり、1989年（平成元年）に現社名である「古河ユニック（株）」へ社名変更。今日では、古河機械金属グループのユニック事業を担う中核事業会社（連結子会社）として、千葉県の佐倉工場を中心に、タイ、および中国に生産工場を設立し、世界70ヶ国余りで事業を展開するなどグローバル展開を加速させている。

## 主要製品

### ユニッククレーン
- ユニッククレーン（トラック搭載型クレーン）
- ユニックパル（折り曲げ式クレーン））
- ユニックグラップルローダ（林業用折り曲げ式クレーン）
- ミニ・クローラクレーン
- オーシャンクレーン

#### 由来
ユニックの名の由来は、ユニバーサルと、クレーンの合成語であり、世界中の様々な現場で役に立つクレーンであってほしいという願いが込められている。

#### 普通名称化
ユニックはクレーン付きの平ボデー車を指す単語として広く使われており、タダノ、新明和工業など他社の同様の車両であってもユニックと呼ばれることが一般的である。

### ユニックキャリア
- 車載専用型（荷台スライド型）
- 一般型（荷台スライド型）
- 重機運搬型（ハイキャリア型）

## 沿革
- 1946年 - 共栄開発株式会社として創業。
- 1947年 - 建設機械修理工場を開設。
- 1950年 - 建設機械再生修理事業を開始。
- 1954年 - 大森工場を開設。
- 1968年 - 佐倉工場を開設。
- 1970年 - 株式会社ユニックへ社名変更。
- 1987年 - 古河鉱業（現・古河機械金属）傘下の事業部門となる。
- 同年 - 佐倉工場を古河鉱業へ営業譲渡。
- 1989年 - 古河ユニック株式会社へ社名変更。
- 1997年 - 佐倉工場がISO9001認証を取得。
- 同年 - FURUKAWA UNIC（THAILAND）CO.,Ltd.設立。（タイ）
- 2001年 - 佐倉工場がISO14001認証を取得。
- 2003年 - 泰安古河机械有限公司設立。（中国）
- 2009年 - 泰安古河随車起重机有限公司設立。（中国）
- 2008年 - LLC FURUKAWA UNIC RUS設立。（ロシア）
- 2015年 - FURUKAWA UNIC（THAILAND）CO.,Ltd.が組立工場を増設。（タイ）

## 主な製品開発の歴史
- 1954年 – 機械式トラッククレーン「MC-5」開発。
- 1957年 – 油圧式ホイールクレーン「KD-50」開発。
- 1961年 - 日本初のトラック搭載型クレーン「UNIC100」（1t吊り）を発売。
- 1967年 - 全油圧式2.02ｔ吊りトラック搭載型クレーン「U-200R」を発売。
- 1976年 - 日本初の張出式アウトリガを採用した2.52ｔ吊りトラック搭載型クレーン「UR-25」を発売。
- 1977年 - 長尺・多段ブーム機の先駆けとなる2.93ｔ吊りトラック搭載型クレーン「U-30M」を発売。
- 1979年 - 有線式リモートコントロール装置「RC-30」を発売。
- 1980年 – クレーン作業と重機運搬を1台で可能にしたハイアウトリガクレーンを発売。
- 1983年 - 日本初のアクセル連動操作機構「AA（オートアクセル）方式」を開発。
- 同年 - ユニックキャリアを発売。
- 1985年 - 業界初の無線式ラジオコントロール装置「RC-30R」を発売。
- 1987年 - 日本初の全自動伸縮6段・6角形ブームを採用したトラック搭載型レーン「UR-35VA6」を発売。
- 1990年 – ハイキャリア「ULシリーズ」発売。
- 同年 - 船舶架装用クレーン「UBシリーズ」を発売。
- 1991年 – 2.525ｔ吊りミニ・クローラクレーン「UR-254C」を発売。
- 1994年 – 特定小電力型スーパーラジコン「RC-100T」を発売。
- 同年 - トラック搭載型クレーン「UR-Aシリーズ」を発売。
- 1996年 - 2.22t吊り荷台内架装型クレーン「UR-A220」を発売。
- 1998年 – 2.93t吊りミニ・クローラクレーン「UR-A370C」を発売。
- 1999年 – トラック搭載型クレーン「UR-Vシリーズ」を発売。
- 2000年 – 転倒防止装置、デジタル式荷重計、無線式巻過防止装置を開発。
- 同年 - 船舶架装用クレーン「UB-Aシリーズ」を発売。
- 同年 - 荷台傾斜角7°のユニックキャリア「Neo7」を発売。
- 2002年 - 連動ラジコン付トラック搭載型クレーン「U-canシリーズ」を発売。
- 2003年 - 荷台傾斜角5°のユニックキャリア「Neo5」を発売。
- 同年 - 2.93t吊りミニ・クローラクレーン「UR-W295C」を発売。
- 2004年 – 2.93t吊りミニ・クローラクレーン「UR-W370C」を発売。
- 2005年 – 995kg吊りミニ・クローラクレーン「UR-U104C」を発売。
- 2006年 - 低燃費・低騒音型のトラック搭載型クレーン「U-can ECOシリーズ」を発売。
- 2007年 - ジョイスティック式ラジコン「連動ラジコンJOY」を発売。
- 同年 - 船舶架装用クレーン「UB-Vシリーズ」を発売。
- 2008年 - 「U-can ECOシリーズ」が省エネ大賞「省エネルギーセンター会長賞」を受賞。
- 2009年 - 2.93t吊り7段ブームクレーンを発売。（大型トラック架装用「UR-U507」およびミニ・クローラクレーンUR-W507C）
- 同年 - 2.43t吊りミニ・クローラクレーン「UR-U240C」を発売。
- 2010年 –　2.93t吊り電動式トラック搭載型クレーン「U-can ECO-EV」を発売。
- 2014年 – 林業用グラップルローダ「UFシリーズ」を発売。
- 2015年 – フラット型ユニックキャリア「Neoα＋」を発売。
- 同年 - 1.73t吊りミニ・クローラクレーン「UR-U174C」を発売。
- 2016年 – バッテリー式2.93t吊りミニ・クローラクレーン「UR-W295CBR」を発売。
- 同年 - トラック搭載型クレーン「URGシリーズ」を発売。

## 生産・販売拠点

### 国内拠点
本社：東京都千代田区大手町2-6-4（常盤橋タワー）
- 関西支店：大阪府大阪市西淀川区大野3-7-121
  - 京都営業所：京都府京都市南区吉祥院宮ノ西町3-7-121
  - 山陰営業所：島根県松江市袖師町2-38
- 北信越支店：新潟県新潟市中央区笹口2-10-1
  - 金沢営業所：石川県金沢市湊2-11-1
  - 長野営業所：長野県埴科郡坂城町大字中之条1457-1
- 札幌営業所：北海道札幌市北区北7条西5-8-1（北7条ヨシヤビル７F）
- 佐倉工場：千葉県佐倉市太田字外野2348

### 海外拠点
- FURUKAWA UNIC（THAILAND）CO.,Ltd.（タイ・ラヨーン県） - ユニッククレーンの製造・販売
- 泰安古河随車起重机有限公司（中国・泰安市） - ユニッククレーンの製造・販売
- LLC FURUKAWA UNIC RUS（ロシア・モスクワ） - ユニッククレーンの販売

## 販売会社
- ユニック北東北販売（盛岡・秋田・青森）
- ユニック東北販売（仙台・郡山）
- ユニック関東販売（東京・横浜・大宮・千葉・水戸・高崎）
- ユニック静岡販売（静岡・浜松）
- ユニック中部販売（名古屋・三重）
- ユニック岐阜販売
- ユニック兵庫販売
- ユニック中四国販売（岡山・高松・松山）
- ユニック広島販売（広島・徳山）
- ユニック九州販売（福岡・大分・熊本・南九州）
- 嘉数重工

販売代理店：8箇所（北海道地区：7箇所、高知地区：1箇所）
指定サービス工場：全国400箇所以上